# Hồ Ngọc Lân
Hồ Ngọc Lân (1906-31/7/1932) là một nhà hoạt động cách mạng Việt Nam, nguyên tỉnh ủy viên tỉnh ủy Hà Bắc (Bắc Ninh, Bắc Giang ngày nay).

## Quá trình hoạt động cách mạng
Ông sinh tại phố Niềm Thắng, thị xã Bắc Ninh, nay là khu 4, phường Vệ An, thành phố Bắc Ninh, tỉnh Bắc Ninh. 
Năm 1927, ông đã tham gia hoạt động cách mạng, gia nhập tổ chức Hội Việt Nam Cách mạng Thanh niên, thành lập tổ chức thanh niên trong tổ chức lính khố đỏ thành Bắc Ninh. 
Tháng 5 năm 1929 ông trực tiếp lãnh đạo quần chúng nhân dân đấu tranh phá nhà mộ phu của Ba Danh tại thị xã Bắc Ninh, giải thoát những nông dân bị lừa gạt, cưỡng ép. Sau đó, ông về Hải Phòng hoạt động, xây dựng tổ chức Hội Việt Nam Cách mạng Thanh niên ở khu vực ngoại thành. Thời gian này, ông thực hiện bản án tử hình đối với Trịnh Thị Nhu, Trịnh Thị Uyển là hội viên Hội Việt Nam Cách mạng Thanh niên đã phản bội. Cũng do đó, ông bị truy nã ráo riết. 
Tháng 7 năm 1929, ông tham gia Chi bộ cộng sản đầu tiên Bắc Ninh – Bắc Giang cùng với Phạm Văn Chất, Nguyễn Hữu Căn. Ngày 4 tháng 8 năm 1929, tại núi Lim, huyện Tiên Du, Đảng bộ Đông dương Cộng sản Đảng Bắc Ninh – Bắc Giang đã ra đời, ông được bầu là một trong năm đồng chí trong tỉnh uỷ viên đầu tiên của tỉnh ủy Hà Bắc. 
Ngày 06 tháng 11 năm 1929, ông bị thực dân Pháp bắt tại làng Trùng Quang, thị xã Bắc Ninh khi đang tham gia vận chuyển vũ khí từ Hải Phòng về Hà Nội và bị giam tại nhà tù Hoả Lò (Hà Nội). Ngày 16 tháng 11 năm 1931, Thực dân Pháp kết án tử hình đối với ông. Ngày 30 tháng 7 năm 1932, thực dân Pháp giải  ông đi Hải Phòng, đến 5 giờ sáng ngày 31/7/1932, tại Đề lao Hải Phòng, ông cùng Nguyễn Đức Cảnh bị thực dân Pháp chém đầu. 

## Tưởng niệm
Tại xã An Đồng, huyện An Dương, thành phố Hải Phòng có Nhà tưởng niệm liệt sĩ Hồ Ngọc Lân cùng với Nguyễn Đức Cảnh.
Tại thành phố Bắc Ninh có một con đường mang tên Hồ Ngọc Lân.